# Melanomphalia
Melanomphalia M.P. Christ. – rodzaj grzybów należący do rzędu pieczarkowców (Agaricales).

## Systematyka i nazewnictwo
Pozycja w klasyfikacji według Index Fungorum: Incertae sedis, Agaricales, Agaricomycetidae, Agaricomycetes, Agaricomycotina, Basidiomycota, Fungi.
Takson utworzył Mads Peter Christiansen w 1936 r. Synonim: Horakomyces Raithelh. 1983.
Niektóre gatunki:
- Melanomphalia alpina (A.H. Sm.) Singer 1958
- Melanomphalia cortinarioides Singer 1971
- Melanomphalia crocea (Speg.) Singer 1971
- Melanomphalia nigrescens M.P. Christ. 1936

Nazwy naukowe na podstawie Index Fungorum.
W Polsce występuje Melanomphalia nigrescens.